# Valea Mare, Ungheni
Valea Mare este satul de reședință al comunei cu același nume  din raionul Ungheni, Republica Moldova.